# Mohammed Saeid
Mohammed Khalid Saeid (Örebro, 24 dicembre 1990) è un ex calciatore svedese naturalizzato eritreo, di ruolo centrocampista.

## Carriera

### Club
Ha giocato nella prima divisione dei campionati svedese, nordamericano e danese.

### Nazionale
Nel 2019 ha esordito nella nazionale eritrea.

## Statistiche

### Cronologia presenze e reti in nazionale
| Cronologia completa delle presenze e delle reti in nazionale ― Eritrea | Cronologia completa delle presenze e delle reti in nazionale ― Eritrea | Cronologia completa delle presenze e delle reti in nazionale ― Eritrea | Cronologia completa delle presenze e delle reti in nazionale ― Eritrea | Cronologia completa delle presenze e delle reti in nazionale ― Eritrea | Cronologia completa delle presenze e delle reti in nazionale ― Eritrea | Cronologia completa delle presenze e delle reti in nazionale ― Eritrea | Cronologia completa delle presenze e delle reti in nazionale ― Eritrea |
| Data                                                                   | Città                                                                  | In casa                                                                | Risultato                                                              | Ospiti                                                                 | Competizione                                                           | Reti                                                                   | Note                                                                   |
| ---------------------------------------------------------------------- | ---------------------------------------------------------------------- | ---------------------------------------------------------------------- | ---------------------------------------------------------------------- | ---------------------------------------------------------------------- | ---------------------------------------------------------------------- | ---------------------------------------------------------------------- | ---------------------------------------------------------------------- |
| 10-9-2019                                                              | Windhoek                                                               | Namibia                                                                | 2 – 0                                                                  | Eritrea                                                                | Qual. Mondiali 2022                                                    | -                                                                      | 82’                                                                    |
| Totale                                                                 |                                                                        | Presenze                                                               | 1                                                                      |                                                                        | Reti                                                                   | 0                                                                      |                                                                        |